# Фазыл, Эскендер
Эскендер Фазыл (6 декабря 1934, Тав-Бодрак — 27 февраля 2003) — писатель, публицист, участник крымскотатарского национального движения. Член Союза Писателей Украины (1992).

## Биография
Эскендер Фазыл родился 6 декабря 1934 года в крымской деревне Тав-Бодрак, расположенной в Бахчисарайском районе. Его отец, Фазыл Умер-оглу, был ветеринаром. В возрасте 10 лет Эскендер пережил депортацию.
После окончания школы в 1955 году Эскендер поступил в Ташкентский государственный педагогический институт имени Низами, на факультет русского языка и литературы. Завершив обучение, он посвятил три десятилетия педагогической деятельности в Узбекистане. Эскендер освоил родной язык и начал литературное творчество. Его первое стихотворение, «Мелевше», было написано ещё в школьные годы, когда ему было 13 лет.
Литературный дебют Эскендера состоялся в 1970 году с выходом сборника стихов в Ташкенте. Впоследствии он опубликовал ещё несколько сборников, в которых раскрывал трагедию и непростую судьбу своего народа. Его произведения наполнены глубоким чувством переживания за крымских татар и их историю. 
В 1984—1986 годах работал в редакции газеты «Ленин байрагъы» (Ленинское знамя).
Начиная с 1955 года Эскендер участвовал в крымскотатарском национальном движении. Это мешало его профессиональному признанию: он не был принят в Союз писателей СССР, а за активную деятельность подвергался преследованиям, включая задержания и допросы в органах госбезопасности. В 1987 году на собрании крымских татар в Москве его избрали руководителем временной инициативной группы национального движения.
В 1988 году Эскендер вернулся в Крым. Его обвиняли в организации митингов и антисоветской пропаганде, что привело к его аресту.
В 1992 года он стал работать в редакции газеты «Къырым», в этом же году вступил в ряды членов Союза писателей Украины.
Эскендер Фазыл скончался 27 февраля 2003 года. Похоронен в Симферополе.